# Niko 2 - De flyvende brødre
Niko 2 - De flyvende brødre (originaltitel: Niko 2 – lentäjäveljekset) er en finsk-dansk-irsk-tyske computeranimeret julefilm – familiefilm for alle aldre. Den kom i biografen i oktober 2012. A Film har været med til at lave den.

## Eksterne kilder og henvisninger
- Niko 2 - De flyvende brødre på Internet Movie Database (engelsk)
- Niko 2 - De flyvende brødre på Filmdatabasen
- Niko 2 - De flyvende brødre på danskfilmogtv.dk
- Niko 2 - De flyvende brødre på Scope
- Niko 2 - De flyvende brødre på AlloCiné (fransk)
- Niko 2 - De flyvende brødre på MovieMeter (nederlandsk)
- Niko 2 - De flyvende brødre på AllMovie (engelsk)
- Niko 2 - De flyvende brødre på Turner Classic Movies (engelsk)
- Niko 2 - De flyvende brødre på The Movie Database (engelsk)
- Niko 2 - De flyvende brødre på Rotten Tomatoes (engelsk)